# مادیان

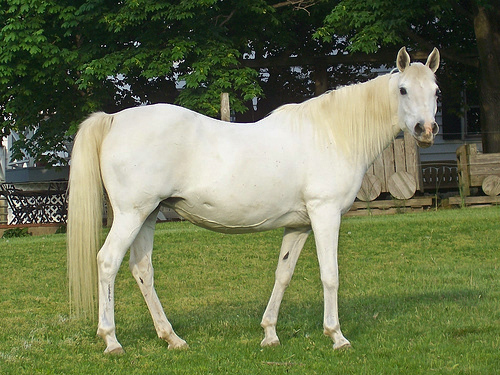
یک مادیان سفید؛ تورم شکم می‌تواند ناشی از روزهای اولیه حاملگی باشد.

مادیان به‌معنی یک اسب ماده است.

## نام
«مادیان» لفظی مفرد است و تنها به مادهٔ اسب گفته می‌شود؛ پس لفظ «اسب مادیان» نادرست است.
در زبان انگلیسی به اسب‌های مادهٔ بالغ «mare» و به اسب‌های مادهٔ غیربالغ «filly» گفته می‌شود.

## اسب‌دوانی

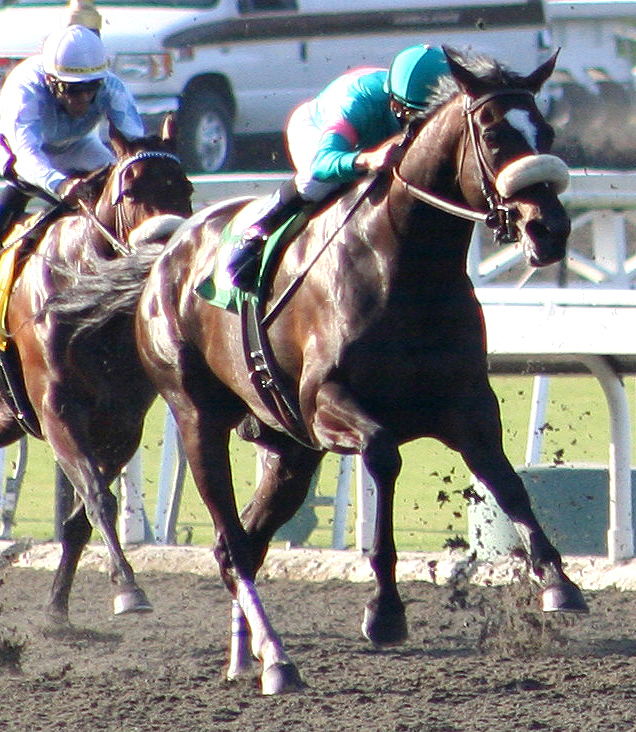
یک مادیان در حال رقابت در مسابقات اسب‌دوانی.

از مادیان‌ها در تمام ورزش‌های سوارکاری استفاده می‌شود و معمولاً به‌طور مساوی با همتایان نر خود رقابت می‌کنند؛ هرچند ممکن است برخی مسابقات تنها به یک جنس خاص اجازهٔ رقابت بدهند.